# Tommaso Pio Boggiani
Tomasso Pio Boggiani OP (ur. 19 stycznia 1863 w Boscomarengo, zm. 26 lutego 1942 w Rzymie) – włoski duchowny katolicki, wysoki urzędnik Kurii Rzymskiej, Kanclerz Świętego Kościoła Rzymskiego, kardynał.
Na chrzcie otrzymał imię Pio. Gdy 15 września 1879 wstąpił do dominikanów zmienił je na Tomasso. Jego konwent znajdował się w Chieri. Studiował także na teologicznym fakultecie w Grazu. Po święceniach pracował misjonarsko w Konstantynopolu. W 1898 został regentem uniwersytetu w Grazu. Od 1900 proboszcz parafii Maria di Castello w Genui. Jako apostolski wizytator odwiedził 23 diecezje w północnych Włoszech, zajmował też funkcję administratora apostolskiego Adrii.
31 października 1908 z administratora stał się biskupem ordynariuszem diecezji Adria e Rovigo. Konsekracja miała miejsce 22 listopada, a dokonał jej kardynał Sekretarz Stanu Stolicy Apostolskiej Rafael Merry del Val. Jego zadaniem było przeniesienie siedziby biskupa z Adrii do Rovigo. Sytuacja była dramatyczna, gdyż mieszkańcy Adrii nie chcieli się na to zgodzić i w wyniku protestów Boggiani został nawet trafiony kamieniem, za co diecezja została obłożona interdyktem. Niespełna dwa miesiące później został delegatem apostolskim do Meksyku i jednocześnie podniesiony do rangi arcybiskupa tytularnego Edessa in Osrhoene. 7 marca 1914 objął funkcję administratora apostolskiego archidiecezji Genua, która targana była konfliktem po niedopuszczeniu przez rząd włoski do objęcia katedry przez nowego arcybiskupa Andrea Carona. Był też asesorem Kongregacji Konsystorialnej i sekretarzem Świętego Kolegium Kardynalskiego. Pełnił funkcję sekretarza Konklawe 1914.
4 grudnia 1916 kreowany kardynałem prezbiterem. W marcu 1919 został arcybiskupem Genui, lecz po dwóch latach zrezygnował z tej funkcji. Uczestnik Konklawe 1922 i 1939 roku. 15 lipca 1929 podniesiony do rangi kardynała-biskupa Porto e Santa Rufina, a od 13 marca 1933 był Kanclerzem Świętego Kościoła Rzymskiego i jednocześnie komendatariuszem kościoła prezbiterialnego S. Lorenzo in Damaso. Urząd kanclerza pełnił do śmierci. Pochowany został w parafialnym kościele w rodzinnym miasteczku.